# 진주 나들목
진주 나들목(Jinju IC)은 경상남도 진주시 호탄동에 설치된 남해고속도로의 23번 교차로(나들목)이다. 고속도로 선형 개량으로 나들목이 이전된 적이 있으며, 축동 나들목 - 산인 분기점 8차로 확장공사로 인해 진출입로가 부산방향으로 약 500m가량 이설되면서 2010년 8월 17일 새 진출로가 개통되었다. 진주시내로 진출이 가능하다.

## 연혁
- 1973년 11월 14일 :  남해고속도로 순천 ~ 부산 구간 개통과 함께 통행 개시[1]
- 1997년 7월 31일 : 1998년 12월까지 나들목 요금소 설치를 위해 경상남도 진주시 호탄동 370m 구간 도로구역 변경[2]
- 1999년 10월 27일 : 1999년 12월까지 나들목 요금소 설치를 위해 경상남도 진주시 호탄동 60m 구간 도로구역 변경[3]
- 2006년 12월 4일 : 나들목 개량을 위해 진주시 도시계획시설 교통광장에 기존 진주시 호탄동 일원을 폐지하고 진주시 호탄동 일원과 문산읍 소문리 일원을 진주 나들목으로 고시[4]
- 2012년 3월 29일 : 진주시 도시계획시설 교통광장 면적 변경[5]

## 구조물 정보
전형적인 트럼펫형 나들목이기도 하며,부산 방향 진출시 진주휴게소와 바로 연결된다.
- 위치: 경상남도 진주시 호탄동
- 영업소: 경상남도 진주시 남해고속도로 194-1 (호탄동)
- 한국도로공사 진주지사: 경상남도 진주시 가호로 144 (호탄동)

## 접속하는 도로
- 대신로
- 동부로
- 가호로

## 교통량 정보
| 요금소        | 통행량 (대/일) | 통행량 (대/일) | 통행량 (대/일) | 통행량 (대/일) | 통행량 (대/일) | 통행량 (대/일) | 통행량 (대/일) | 통행량 (대/일) | 통행량 (대/일) | 통행량 (대/일) | 각주  |
| 요금소        | 2001년         | 2002년         | 2003년         | 2004년         | 2005년         | 2006년         | 2007년         | 2008년         | 2009년         | 2010년         | 각주  |
| ------------- | -------------- | -------------- | -------------- | -------------- | -------------- | -------------- | -------------- | -------------- | -------------- | -------------- | ----- |
| 진주 (폐쇄식) | 14,215         | 12,652         | 11,230         | 10,882         | 10,757         | 11,880         | 12,401         | 12,327         | 12,677         | 12,997         | [ 6 ] |
| 요금소        | 2011년         | 2012년         | 2013년         | 2014년         | 2015년         | 2016년         | 2017년         | 2018년         | 2019년         |                | [ 6 ] |
| 진주 (폐쇄식) | 12,008         | 12,256         | 12,902         | 13,076         | 13,640         | 14,001         | 14,196         | 13,870         | 13,676         |                | [ 6 ] |